# شیموتسوما رایشو
شیموتسوما رایشو (به ژاپنی: 下間頼照) یک سامورایی در دوره سنگوکو و شوگو «فرماندار» ولایت اچیزن بود. پس از شنیدن خبر تسلط شورشیان بودایی  اچیزن ایکو-ایکی بر ولایت اچیزن، کننیو رهبر فرقه هونگانجی، شیچیری یوریچیکا را به ولایت اچیزن اعزام کرد و شیموتسوما رایشو را به عنوان شوگو «فرماندار» ولایت اچیزن گماشت.